# Seriatopora stellata
Seriatopora stellata е вид корал от семейство Pocilloporidae. Видът е почти застрашен от изчезване.

## Разпространение и местообитание
Разпространен е в Австралия, Британска индоокеанска територия, Вануату, Индия, Индонезия, Кирибати, Малайзия, Малдиви, Маршалови острови, Мианмар, Микронезия, Науру, Палау, Папуа Нова Гвинея, Провинции в КНР, Северни Мариански острови, Сингапур, Соломонови острови, Тайван, Тайланд, Тувалу, Уолис и Футуна, Фиджи, Филипини, Шри Ланка и Япония.
Обитава океани, морета и рифове. Среща се на дълбочина около 10 m, при температура на водата около 28,5 °C и соленост 33,1 ‰.

## Описание
Популацията на вида е стабилна.